# 短號
短號（英語：cornet）是常見的三種高音銅管樂器之一，音色比小號柔和。另外兩種高音銅管樂器分別是小號和富魯閣號。音色與外觀與小號非常接近，但來源不同，短號的起源有源自郵號與木管號兩種說法，與小號的最大的區别為短號管徑逐漸增大，約有一半管長是圓錐形，而小號管徑则只在號口變大，即只有三份一是圓錐形。常在獨奏、英式銅管樂隊、管樂團中使用。一般以降B調為使用主流(另有降E調、C調和A調)。音色較小號柔美，受早期音樂家喜愛，尤其在英語系國家。隨著樂器的發展，短號與小號日趨相近，在近代常由於經費因素被小號替代，然於英法等地仍有正統的短號演奏流派，且在歐陸管樂曲目中仍屬常見。

## 歷史
起源自郵號（Post horn）的短號，是一種在 1820 年代的法國運用了旋轉閥（Rotary valves）的樂器。不過在 1830 年代，活塞閥（Piston valves）取而代之，成了巴黎的短號製造者們的首選。而短號首次登場，是以單一樂器聲部的形式出現在法國十九世紀的作曲之中。
短號的發展與活塞閥的演進息息相關，從而必須提及十九世紀早期西利西雅地區的兩位圓號樂手——弗希德里希·布呂梅爾和海因里希·施特爾澤爾，兩人在相近的時間點發明了可應用在樂器上的氣閥（Valve），隨後共同發表了專利，使紀錄上首把可順暢演奏半音階的圓號問世。根據當時的新聞記錄，指出布呂梅爾是構造的發明者，而施特爾澤爾開發出實際可用的樂器。緊接著在 1838 年，法國製造商弗朗索瓦·佩里內（François Périnet）開發出作為現代銅管樂器基礎的早期活塞閥系統，並取得專利，在銅管樂器史上留下極為重要的一筆。
在演奏者方面，首位受關注的活塞式短號演奏大師是讓-巴蒂斯特·安邦。安邦除了廣泛研究短號，更在 1864 年出版了短號和薩氏號完整教本（La grande méthode complète de cornet à piston et de saxhorn），現以安邦教本（Arban method）之名廣為後進所知。
到了二十世紀初期，小號和短號於樂團中並存。當時的交響樂團常有分開的小號和短號聲部編制。隨著樂器的各自改進，兩者不論在外觀或聲音上逐漸趨同。如今短號主要被使用在銅管樂隊、室內管樂團，或要求柔和音色的特殊管弦樂團曲目中。
短號的字根 'corne' 來自拉丁文 'cornu'，即為號角的意思，亦為郵號的前身，用途類似軍號在戰場上傳遞指令。為了與本頁面所介紹的短號（Cornet）區分，在現代英語中將古歐洲木管 Zink 樂器家族稱為 "cornetto" 或 "cornett"，即便這個名字中沒有任何音樂要素。第十一版的大英百科全書（Encyclopædia Britannica）則將蛇號定義為舊時期的木管短號。羅馬/伊特拉斯坎文明中的 'cornu' 為該字在語音上的根源。

## 短號與小號的比較
氣閥的運用讓短號得以藉由半音階吹奏出旋律更加優美的音樂。小號則是更晚才開始採用新式氣閥的技術，所以在之後的一百多年間，作曲家通常會將短號和小號分作兩個不同的聲部來寫。小號負責類似開場小號的段落，短號則演奏相對更具有旋律性的部分。而現代小號已具備氣閥，可吹出與短號如出一轍的音調和指法。
製作短號或小號時，會給定一個音調，通常是降Ｂ調（B♭），並將其主音作為基音，然後把該音調前綴於樂器名稱前稱呼，例如：降Ｂ調短號。兩把標記相同音調的短號和小號，即可吹出相同的音高，且在演奏技巧上幾乎一致。然而在音色方面，兩者便無法完全互相取代。同樣常見的，還有幾乎只出現在銅管樂隊中，對應高音部的降Ｅ調短/小號，比標準的降Ｂ調高了四個音。
比較兩者在結構上的差異，假設我們將整把樂器彎曲的部分拉直，可以看到小號的管膛是圓柱形——從號嘴以均勻的寬度延伸到號口（Bell）的部分；相對的，短號的管膛就像圓錐形——靠近號嘴的一端非常狹窄，然後逐漸放寬到另一端的號口。隨著 E.A. Couturier 在 1913 年提出專利，得以製作連續性圓錐形管膛的短號。短號的圓錐形管膛造就了它獨具特色、既溫暖又柔和的音色，與小號具穿透性的聲音作識別。圓錐形的構造也讓短號在演奏快速的橋段時較小號靈巧，但也因此更難確保音準。由於短號相對容易拿持，加上重心靠近吹奏者，所以偏好讓年幼的初學者使用。
在號嘴的部分，短號的號嘴柄相較小號短且窄，以匹配短號較細的號嘴連接管。號嘴杯帽（Cup）的尺寸則通常比小號的來的深。

### 三種不同版本的短號

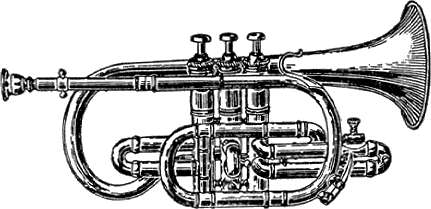
短版傳統短號，又稱作牧羊杖式短號（韋氏詞典，1911 年）

短號的變形之一是短版傳統短號，因為最靠近號口的管膛彎曲形狀酷似牧羊人使用的手杖，所以也稱為牧羊杖式短號（Shepherd’s crook model），是具備飽滿柔和音色的粗口徑管膛樂器中最常見的。另外也有彎曲如美式捲餅的橫切面，被稱作美國捲式（American-wrap model）的長版短號，通常擁有較細的管膛和更明亮的音色。與短版短號相異，長版短號的管膛纏繞方式更接近現代可見的小號。依循傳統的演奏者偏愛牧羊杖式短號。長版短號則普遍被使用於美國的室內管樂團中，但在英式銅管樂隊中鮮見。
有別於上述美國捲式或長版短號，第三種比較少見的短號變形是長短號（Long cornet）。長短號於 20 世紀中期由 C.G. Conn 和 F.E. Olds 兩間當時的美國銅管樂器公司製作，除了可銜接短號專用的號嘴外，外觀上幾乎難與小號作區別。

### 回音短號
回音短號已被視為是過時的設計產品。比起一般短號，它額外附有一個靜音腔，或稱作回音室。當按下回音短號獨有的第四個閥鍵時，樂手吹進樂器的氣便會轉而送向一側連通的第二個號口，發出類似回音的微弱氣音。然而，回音短號的第二號口發出的聲音可用哈蒙弱音器替代。該弱音器通常使用於需要表現回音效果的樂曲段落，可直接安裝在一般短號的主號口上，仿製回音或是從遙遠處傳來的聲音。

## 吹奏技巧

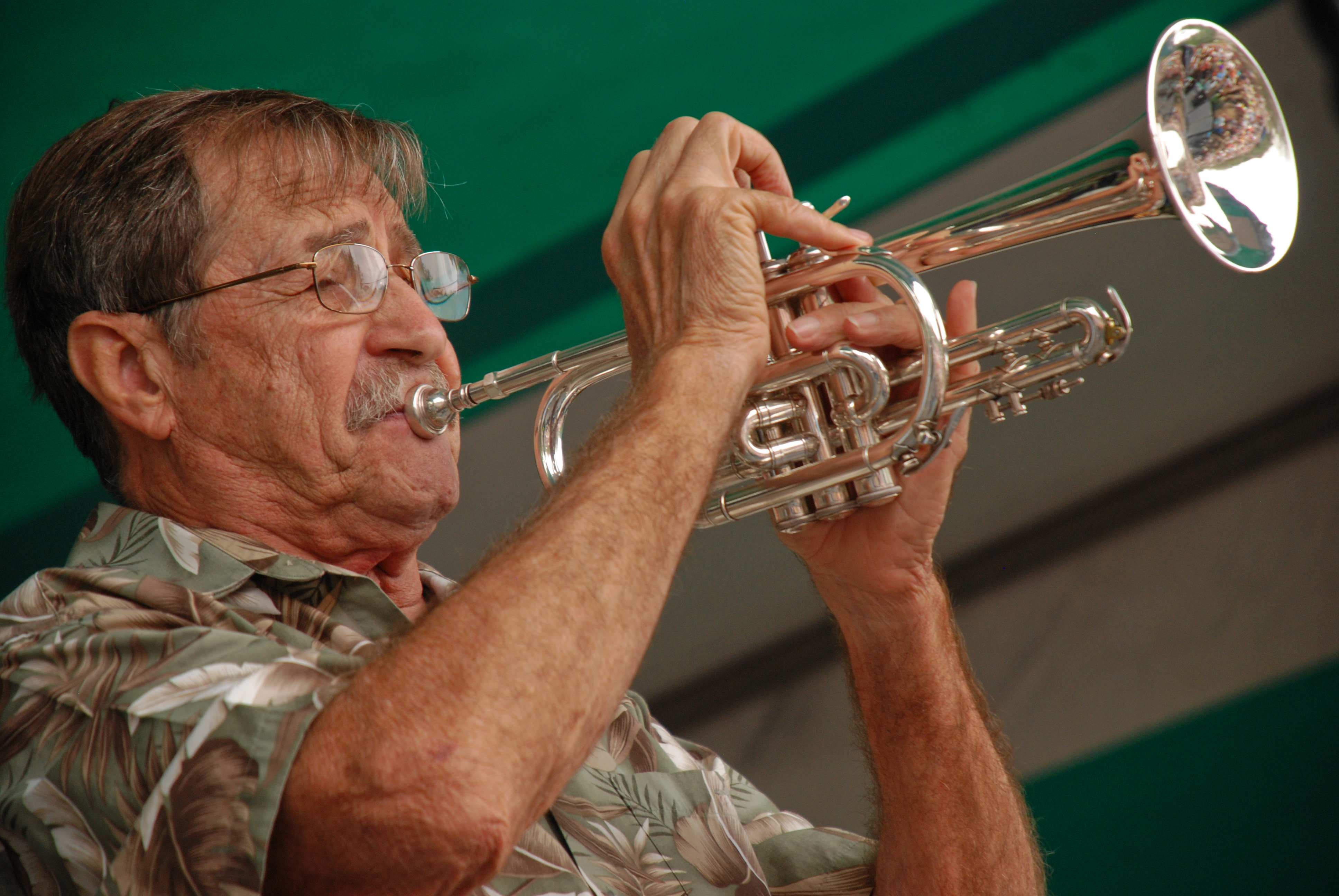
Connie Jones吹奏長版短號

如同小號與其他近代的管樂器，短號也是由樂手震動貼在號嘴中的嘴唇產生蜂鳴聲（Buzzes），進而使管內的空氣柱振動讓樂器發出聲音。空氣柱的振動頻率可藉由調整嘴唇的張力、嘴間送氣孔大小和吹奏管樂器時的口型（英文：wikt:Embouchure）而控制，或調整舌頭的位置使口腔容積改變，藉以增減氣流的速度。此外，可藉由按下閥鍵、接合一至多個氣閥來延長空氣柱以降低音高。雙吐和三吐音的吹奏法也可能改變空氣柱的振動頻率。
如果沒有氣閥的構造，例如軍號和其他「自然」銅管樂器，吹奏者就只能演奏泛音列。而因為泛音彼此間離得遠，使得上述樂器幾乎不可能演奏全音階和半音階，除非在極高的音域。正是因為加入氣閥的設計，使得短號有能力改變空氣柱振動的長度，而演奏出多彩的樂聲。

## 短號合奏

### 銅管樂隊
英式銅管樂隊只由銅管樂器和打擊樂器組成，而短號正是擔任主要旋律的角色；絕不使用小號。這類型的樂隊由大約 30 位樂手組成，包含 9 把 B♭ 短號和 1 把高音的 E♭ 短號。在英國，有專門為銅管樂隊製作樂器的公司，例如 Besson 和 Boosey & Hawkes。美國十九世紀的樂器製造商則有 Graves and Company、Hall and Quinby、E.G. Wright 和 Boston Musical Instrument Manufactury 等等。

### 室內管樂團
短號在英式和美國早期的室內管樂團作品中獨樹一格，特別是 1960 年代以前創作或改編的作曲，經常將小號和短號分開來編寫。然而美國後期的作品鮮少編入短號，現代的美式管樂團甚至已全面使用小號，不見短號的蹤跡。與之相對，英式管樂團在樂器編制上的偏好則被軍樂隊（Military band）繼承。在軍樂隊中，最高的銅管樂器必定是短號。英式管樂團通常配置四到六把的 B♭ 短號，E♭ 樂器的部分則由 E♭ 單簧管取代。

### 開場小號樂隊
這類型的樂隊只見於荷蘭、比利時、法國北部和立陶宛，採用完整的薩氏號家族樂器。標準編制中包含短號和小號；然而，近十年短號已大量被小號所取代。

### 爵士樂隊
老式爵士樂隊偏愛採用短號，但隨著時代演進，短號開始被更大聲且尖銳的小號取代。在美國，隨著二戰後咆勃爵士樂（Bebop）的興起，短號逐漸被擁有更大聲響、更具有侵略性的樂器取代。爵士樂先鋒巴迪·博登和路易士·阿姆斯壯（Louis Armstrong）皆以演奏短號出名。阿姆斯壯後來將重心轉移到小號，在小號於爵士樂初展露頭角的那個年代享有盛譽。短號演奏者巴柏·米利和Rex Stewart在艾靈頓公爵之聲（Duke Ellington Orchestra）的早期表演有巨大的貢獻。其他具有有影響力的爵士短號樂手還有 Freddie Keppard、King Oliver、Bix Beiderbecke、Ruby Braff、Bobby Hackett 和 Nat Adderley 等等。其他混合小號的優秀短號作品則有美國的爵士鋼琴家賀比·漢考克（Herbie Hancock）錄製的專輯「天空島嶼（Empyrean Isles）」，和爵士音樂家奧奈·柯曼創作的「未來爵士的樣貌（The Shape of Jazz to Come）」專輯。傳統爵士街頭樂隊 Tuba Skinny 的代表謝伊·科恩即是女性短號演奏者。

### 管弦樂團
短號剛發明便被引進管弦樂團，以支援小號。由於率先採用氣閥的設計，短號得以演奏完整的半音階，補足當時小號只能吹奏全音階的缺口。此外，短號的音色也被發現可用來銜接法國號和小號的聲部。法國的埃克托·柏辽兹是首位如此應用短號的知名作曲家。在他的交響樂團中，常常採用成對的小號和短號，並讓短號負責主旋律。《幻想交響曲》（Symphonie fantastique，1830年）之第二樂章〈舞會〉（Un Bal），便為短號加入一組對位（obbligato）旋律，以B♭調短號演奏。
在這之後，短號持續被使用，特別是法國的作曲，即便在閥式小號普及後亦然。短號與其他樂器混合良好，而且在特定旋律下表現得更好。柴可夫斯基便有效地配合短號使用對位旋律在自己作品《義大利隨想曲》（Capriccio Italien，1880年）中。
從20世紀早期開始，結合短號和小號的編曲便為某些作曲家所偏好，包含爱德华·埃尔加和伊戈尔·斯特拉文斯基，但演變成在需求特定柔和或靈巧的音色時採用。短號和小號的音色越來越像，現今在完整的樂團已少見短號。例如史特拉汶斯基在1911年發表第一個版本的芭雷舞劇《木偶的命運 》（Petrushka）時，在其中一段知名獨奏採用短號，但到了1946年的版本，他便移除短號，改成指派小號演奏。